# Internazionali di Imola
Gli Internazionali di Imola sono stati un torneo femminile di tennis. Fondato nel 2006, si giocava annualmente sul sintetico del Tozzona Tennis Park di Imola. Il torneo faceva parte dell'ITF Women's Circuit. L'ultima edizione si è svolta nel 2019.

## Albo d'oro

### Singolare
| Anno        | Campionessa            | Finalista              | Punteggio          |
| ----------- | ---------------------- | ---------------------- | ------------------ |
| 2020        | Edizione annullata     | Edizione annullata     | Edizione annullata |
| 2019        | Stefania Rubini        | Claudia Giovine        | 6-3 6-3            |
| 2018        | Stefania Rubini        | Sherazad Reix          | 2-0 ritiro         |
| 2017        | Viktória Kužmová       | Stefania Rubini        | 6–3, 6–3           |
| 2016        | Veronika Kudermetova   | Michaëlla Krajicek     | 6–4, 6–2           |
| 2015        | Bernarda Pera          | Sherazad Reix          | 6–2, 6–3           |
| ↑ ITF 25K ↑ |                        |                        |                    |
| 2014        | Katy Dunne             | Deniz Khazaniuk        | 6–1, 6–3           |
| ↑ ITF 15K ↑ |                        |                        |                    |
| 2013        | Viktorija Kan          | Ljudmyla Kičenok       | 3–6, 7–5, 6–2      |
| 2012        | Federica Di Sarra      | Julia Mayr             | 6–4, 6–2           |
| 2011        | Giulia Gatto-Monticone | Federica Quercia       | 6–1, 6–3           |
| ↑ ITF 25K ↑ |                        |                        |                    |
| 2010        | Gioia Barbieri         | Verdiana Verardi       | 6–1, 6–1           |
| 2009        | Anna Remondina         | Alice Balducci         | 6–2, 7–5           |
| 2008        | Giulia Gatto-Monticone | Julia Mayr             | 6–2, 6–1           |
| 2007        | Valentina Sassi        | Giulia Gatto-Monticone | 7–6(1), 6–2        |
| 2006        | Regina Kulikova        | Anaïs Laurendon        | 6–4, 6–2           |
| ↑ ITF 10K ↑ |                        |                        |                    |

### Doppio
| Anno        | Campionesse                                      | Finaliste                              | Punteggio          |
| ----------- | ------------------------------------------------ | -------------------------------------- | ------------------ |
| 2020        | Edizione annullata                               | Edizione annullata                     | Edizione annullata |
| 2019        | Nina Stadler Paula Cristina Gonçalves            | Rasheeda McAdoo Sandra Samir           | 6-4 6-2            |
| 2018        | Federica Di Sarra Giorgia Marchetti              | Claudia Giovine Manca Pislak           | 6–3, 6–1           |
| 2017        | Estrella Cabeza Candela Paula Cristina Gonçalves | Eleni Kordolaimi Seone Mendez          | 6–3, 1–6, [10–3]   |
| 2016        | Eléni Daniilídou Lisa Sabino                     | Maria Masini Martina Di Giuseppe       | 4–6, 6–2, [10–4]   |
| 2015        | Claudia Giovine Xenia Knoll                      | Bernarda Pera Despina Papamichail      | 7–5, 6–2           |
| ↑ ITF 25K ↑ |                                                  |                                        |                    |
| 2014        | Katy Dunne Katie Boulter                         | Lisa Sabino Anna Remondina             | 7–6(8), 6–3        |
| ↑ ITF 15K ↑ |                                                  |                                        |                    |
| 2013        | Ljudmyla Kičenok Jeļena Ostapenko                | Katharina Lehnert Alice Matteucci      | 6–4, 3–6, [10–3]   |
| 2012        | Alice Balducci Federica Di Sarra                 | Tadeja Majerič Marina Mel'nikova       | Walkover           |
| 2011        | Giulia Gatto-Monticone Federica Quercia          | Yuliana Lizarazo Scarlett Werner       | Walkover           |
| ↑ ITF 25K ↑ |                                                  |                                        |                    |
| 2010        | Nicole Clerico Maria Masini                      | Gioia Barbieri María-Belén Corbalán    | 6–4, 6–1           |
| 2009        | Benedetta Davato Lisa Sabino                     | Martina Gledacheva Anastasia Grymalska | 4–6, 6–2, [10–6]   |
| 2008        | Claudia Giovine Erika Zanchetta                  | Sabrina Capannolo Christian Thompson   | 7–6(5), 6–4        |
| 2007        | Alice Balducci Lisa Sabino                       | Nicole Clerico Nadège Vergos           | 6–1, 6–4           |
| 2006        | Nicole Clerico Ksienija Pałkina                  | Maria Luiza Crăciun Elena Vianello     | 6–3, 6–0           |
| ↑ ITF 10K ↑ |                                                  |                                        |                    |